# Jørgen Jørgensen Sorterup
Jørgen Jørgensen Sorterup (1662 – 4. oktober 1723) var en dansk præst og digter.

## Biografi
Jørgen Jørgensen Sorterup er født i Ottestrup ved Slagelse og søn af daværende kapellan, senere sognepræst til Sorterup og Ottestrup, Jørgen Madsen Aarby (død 1685) og Anne Jørgensdatter Morsing, datter af forgængeren i kaldet.
Sorterup blev student fra Københavns Skole 1683 og omkring 1687 huslærer for de unge baroner Güldencrone fra Vilhelmsborg, hvis moder, Regitze Sophie Vind, 1686 var indtrådt i andet ægteskab, med baron Jens Juel til Juellinge i Stevns.
1690 tog Sorterup magistergraden, og da hans elever 1692 skulle optages på det nystiftede ridderlige Akademi, ansøgte han i et nytårsvers moderen om at skaffe ham præstekald, hvad han også opnåede et par måneder efter, da Juel kaldede ham til Lyderslev og Frøslev i Stevns. 1. september 1692 (eller 1693) ægtede han Anna Cathrine, datter af boghandler Christian Hjort i København, der formodentlig har haft noget til bedste, da det fremgår af et brev til biskop Jens Bircherod, at dette synspunkt for Sorterup som for mange samtidige har været det afgørende for ægteskabet.
Efter hendes død 1694 blev Sorterup gift med Birgitte Frederiksdatter Lorentzen, som overlevede ham til 1752. Med sine hustruer havde han 4 sønner og 1 datter og sad vistnok i gode kår-, han efterlod bibliotek og samlinger, som splittedes ved auktion efter hans død.

## Stridigheder
Sorterup var en meget stridbar mand, som i det meste af sin embedstid førte bitre kampe for kaldets formentlige ret. Først angreb han i sine prædikener ejeren af Frøslevgaard, Rasmus Ibsen, der plagede sine bønder således, at de fleste gårde lå øde, og Sorterup mistede sin tiende af annekset. Det kom til sag; men inden den var endt, købte enkedronning Charlotte Amalie godset 1704 og forenede det med sine andre store ejendomme i Stevns. Da hun imidlertid her nedlagde hovedgårde og oprettede andre af ufrit bøndergods, fik Sorterup en flerårig strid med hendes forvaltere om tiendens ansættelse, hvilken dog 1709 ved en kommissions kendelse endtes til fordel for ham.
Men nu havde han fattet nag til godsinspektøren Terkelsen og indgav pseudonymt til dronningens sekretær Neuhausen et latinsk anklageskrift: Præstigiæ oeconomiæ ruralis revelatæ ("en godsbestyrelses afslørede bedragerier"). Det indeholdt en række lumsk maskerede beskyldninger på et sprog, som de angrebne ikke forstod, og forsmåede end ikke den insinuation, at forvalterne ringeagtede Neuhausen som fremmed og tysker.
Hvor meget begrundet der er deri, lader sig nu vanskelig afgøre; men Sorterup var selv en dygtig landmand og nøje inde i sjællandske landboforhold, hvad der også fremgår af nogle vers fra 1698 (i Joachim Wielandts Samlinger), hvor han med utålelig snaksomhed væver op ad vægge og ned ad stolper om en egetrunte (en udgået træstamme uden top eller grene), han havde købt i skoven og ikke kunne få udleveret. Foruden at vidne om hans store bjergsomhed har disse vers også kulturhistorisk interesse. Hans anklageskrift er i alt fald sikkert mere dikteret af personligt nag end af medfølelse med de undertrykte bønder og førte til, at adskillige af godspersonalet, bl.a. Terkelsen, vistnok temmelig uforskyldt fik afsked.
Hans egen anseelse synes det ikke at have skadet; 1713 blev han valgt til provst i Stevns Herred, men ved dronningens død året efter kom nemesis over ham. Terkelsen blev genindsat og glemte naturligvis ikke sin gamle fjende. Sorterups tiender blev atter nedsatte, og hans sognefolk klagede over, at han ikke holdt sine gærder lukkede og pløjede over fremmed skel, hvorfor han måtte gøre en ydmygende afbigt. Han opnåede heller ikke sit ønske om at få en skole i sit sogn og efterlod ved sin død året efter alt andet end et godt navn.
Christian Falster udtrykker, sig måske vel stærkt, når han kalder ham "en lærd og sindrig Bagvasker, som ikke sjælden besmittede vort Modersmaals Helligdomme ved sin ulykkelige og smudsige poetiske Evne, ilde stemt mod alle brave Folks Navn og Rygte og derhos selv alle brave Folk forhadt". Men det er tydeligt nok, at han har været mere frygtet end agtet og afholdt, hvad der også fremgår af sagnene på egnen om, at han kunne mane og vise igen.

## Litterær virksomhed

### Gejstlig digtning
Som gejstlig forfatter var Sorterup ikke frugtbar. Han lod trykke et Trøstebrev ved sin første hustrus død og samme år, 1695, en ligprædiken over en ved lynnedslag dræbt mand. End videre kan måske herhen regnes hans Levneds Ihukommelse over borgmester og politimester Claus Rasch, helt i tidens stil, langtrukket, højtravende og sprænglærd.

### Småvers
Langt mærkeligere er hans digtning, der ligesom hans liv giver os indtryk af en begavet, men smagløs og dertil myndig og stridssyg personlighed. Hans Poetiske Smaasagers 1. Part udkom vel først 1714, men indeholder nytårs- og lykønskningsvers, bindebreve osv. fra hans huslærertid og rettede til hans elever eller i disses navn til deres moder og slægtninge. Det er udtværet moral og submissiv smiger, spækket med lærde noter i de dages trivielle ånd og form. Kun den jævnlige brug af gamle og sjældne ord særtegner samlingen, og ikke bedre er en del enkeltvis trykte eller håndskrevne lejlighedsvers.

### Litterær kritik og fejder
1701 rettede Sorterup til den store mæcen Frederik Rostgaard en skarp og nærgående satire mod en stor del af samtidens poeter: Ret Tak, rar Skjæmt og ram Alvor ... for at afmale satyriskvis disse Tiders Rimgjerrighed eller Cacoëthes carminincum. Han følger her det spor, Thøger Reenberg nogle år før var slået ind på med Forsamling paa Parnas, men i en langt plumpere, mere skruet og uklar stil, hvor den stærke brug af forældede og dialektudtryk og den forblommede omsætning af digternes navne i hårtrukne ordspil nødvendiggjør et stort noteapparat, uden dog altid at blive forståelige.
Kun sjælden hæver han sig til større frihed og lethed:
| Citat | Der er Ord i Tvillings Vise, som er Lyst at høre paa, Sangemestre maa jeg prise, naar de kun vil digte saa | Citat |
|       | |       |

eller:
| Citat | Kingo skjænker os at drikke af sit kryded Digtervæld | Citat |
|       |                                                      |       |

og
| Citat | Bordings lette Skrivemaade sætter Fjere paa vor Pen | Citat |
|       |                                                     |       |

Digtet var lige så lidt som Reenbergs bestemt til offentliggørelse, men blev snart udbredt, vakte stor forbitrelse og affødte den første større "Versekrig" i vor litteratur, der afgiver et sørgeligt bevis for, hvor ringe forståelsen af og evnen til litterær satire endnu var, og hvorledes kritik opfattedes som personligt angreb på andres gode navn og rygte.
Sorterup havde dadlet præsten Frands Kyhn bibelske epos Esther:
| Citat | Skuer den, der har en Dronning nylig klædt i ringe Dragt! | Citat |
|       |                                                           |       |

Denne optrådte da med et versificeret Gjensvar paa Tiltale, og Sorterup riposterede først med Ekko eller Gjenlyd i latinske disticha og straks efter med Svar mod et meget Fantastisk Kryppelhoved, der utålelig langtrukket vers for vers afviser Kyhn. Dette tilsendte han vicestiftsbefalingsmanden over Sjælland Christian Scheel med en ligeledes versificeret klage over Kyhn.
Alle disse vers er utrykte og mest anonyme, i lige grad rå og forvirrede; hovedargumenterne bestaa i Skældsord og gensidige beskyldninger for smædeskriveri. Således tiltaler Kyhn Sorterup:
| Citat | Sathanas! O Gud dig straffe! Du i Stilhed maatte bo og ej paa din Næste klaffe, som vil gjærne nyde Ro! -- -- -- -- -- -- -- -- -- Tiden spildes paa dig ilde, ond Poet og værre Præst! | Citat |
|       | |       |

I samme tone er et prosabrev fra Kyhn, der af indre grunde vist må sættes efter Sorterups Svar, og som i nogle håndskrifter dateres i november 1704. Den afsatte rektor i Aalborg Mogens Wingaard, om hvis åndelige sange Sorterup havde skrevet:
| Citat | Sure Druer, halv opædte, i min Vingaard elskes ej | Citat |
|       |                                                   |       |

 føjede et par om muligt endnu jammerligere vers-Tilhæng til Striden.
Sorterup var imidlertid ikke den mand, der lod sig skræmme af angreb. Få år efter, 1709, vakte han en ny polemik ved sin Poetiske Skansekurv, fremsat til Beskjærmelses Brystværn for præsten S. Lolcks Saligheds Vandrebog, et opbyggeligt læredigt, hvis fortale tydelig nok stiklede til Sorterups og Reenbergs litterære satirer. I Form af et satirisk forsvar for sin fordums lærer Lolcks makværk og med nye Angreb på skillingspoeterne hævder nu Sorterup berettigelsen af sin egen kritik. Som direkte efterligning af Reenbergs Forsamling begynder hans digt med en drøm, i hvilken der for skjalden Hjarnes, som hos Reenberg for Apollons, domstol anstilles en poetisk retsforhandling om Lolcks digterevne. Defensor, poeten Christian Rose, forsvarer ham som en vel anset præst, der har 8 andre gejstliges æredigte at støtte sig til. Hans medbejler til laurbærkransen er en bonde, hvis sag føres af en anden samtidig rimer, Hans Nordrup, og begge kommer kun dårlig fra det.
Som bevis på det danske sprogs rigdom, når det kommer i de rette hænder, omsætter Sorterup i digtets anden afdeling Lolcks første ode eller rimsang i en række forskellige versemål, deriblandt både sonet og madrigal, og viser herved unægtelig rimefærdighed, men hverken smag eller poetisk sans.
Rose, hvis oversættelse af Ovid Sorterup forresten før havde rost, men hvem han nu mistænkte for stiklerierne i Vandrebogens fortale, syntes ikke om den rolle, han her havde måttet spille, og svarede med det utrykte Skjægge (Navnet på en stor kanon fra Kronborg) .... opkjørt paa Parnassum for at beskyde og sløjfe en Skansekurv osv., plat og udtværet, uden sans for betydningen og berettigelsen af kritik:
| Citat | Her er opstanden i vort Land en sælsom Versevrager, en Ismael, dog Præstemand .... Hvo er saa blind, saa dum og døv, at han ej ser og kjender, hvor Sorterup i Lydersløv af Avinds Lue brænder. | Citat |
|       | |       |

Lolck, der havde ført et hæderligt liv og nu var død, burde nyde fred og ligeså hans efterladte kone og børn. I modsætning til Sorterup stilles Reenberg, hvem "al Verden ærer". I et andet utrykt digt skælder en pseudonym, Christen Sanddru, ligefrem Sorterup for æretyv og råder ham hellere at bane sig vej i verden ved æredigte end ved skandskrifter.

### Patriotiske digte
Hidtil havde Sorterup hverken vundet synderlige laurbær eller vist synderlig selvstændighed som digter. Men med sine Nye Heltesange om Kong Frederik IV’s Sejervindinger i Den Store Nordiske Krig (1716) gav han bevis for, at han ikke alene kunne kritisere andre, men selv anvise digtningen nye baner. Her førte han tidens historiske og patriotiske lejlighedspoesi fra aleksandrinerne og den 2. schlesiske skoles opstyltede stil tilbage til folkevisetonen, om ikke just til folkeviseverset, med heldig benyttelse af omkvædet ("Af Herren er Sejren alene") og stræben efter folkelig naiv sprogfarve.
Naturligvis kunne han ikke gennemføre denne tone; Rokoko- og parykstilen, som lå ham selv så nær, skurrer imod den, f.eks. i den ellers så berømte allegoriske fremstilling af sejren under Rügen:
| Citat | Hr. Sehsted har avlet en Søn under Ø. | Citat |
|       |                                       |       |

Men med fuld ret udtaler han sig i tilegnelsen om det nye og dristige i dette forsøg på at genoplive "nordisk Kæmpesang" og sætte den i steden for de fade hyrde- og lireviser, de franske
arier og Tidens
| Citat | Heltevers, der er paa Skruer drevet | Citat |
|       |                                     |       |

pyntede med mytologi og fladtrådte i aleksandrinere. De 5 sange, om flådens udrustning, Christian Carl Gabels, Peter Rabens og Christen Thomesen Sehesteds sejre samt Stralsunds erobring, hvortil slutter sig et senere og svagere digt om krigen i Norge og Frederikshalds belejring, har derfor også overlevet det meste af tidens øvrige poesi og endnu i 1889 fundet en udgiver i Frederik Rønning.

### Litterært eftermæle
Knud Lyne Rahbeks og senere N.F.S. Grundtvigs ros har måske skabt Sorterup et digterry noget ud over fortjeneste; men med rette er det sagt, at han danner et mærkelig enestående overgangsled fra Anders Sørensen Vedel og Peder Syv til en senere nationalromantisk digtart. Det er sikkert også Peder Syv selv, hans ældre´ven og indtil sin død 1702 hans nabo som præst i Hellested i Stevns, der har vakt hans sans for den gamle poesi så vel som for det ældre sprog og Nordens oldsager.
Disse sidste dyrkede Sorterup nemlig også i sit forsøg på at tolke Guldhornsbillederne (1717) og i en afhandling om runeindskrifter i Wielandts Lærde Tidender 1723, hvor der tillige refereres en undersøgelse af ham De mensa
Isiaca. Som arkæolog nåede han dog ikke højere end til sprænglærd dilettantisme.